# Noorder Rondritten

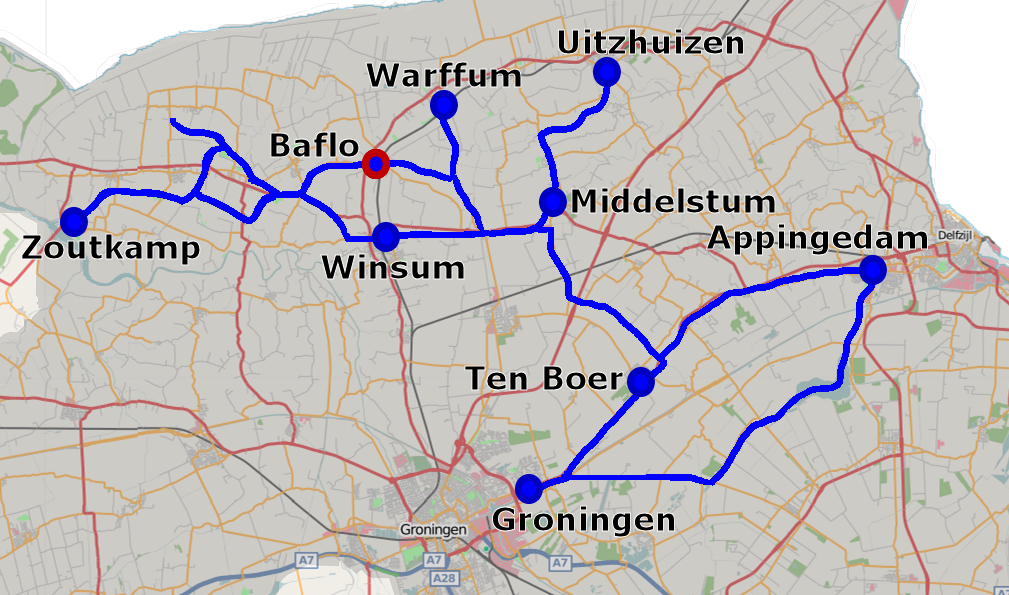
Route Noorder Rondritten

De Noorder Rondritten is een ongeveer 150 kilometer lange schaatstocht over natuurijs die, als de omstandigheden het toelaten, wordt gehouden over de kanalen van de provincie Groningen. Het is een van de natuurijsklassiekers en wordt georganiseerd door de IJsvereniging Noorder Rondritten. De start en finish van de eerste zeven edities van de Noorder Rondritten was in Winsum. Vanaf de achtste editie in 1985 is Baflo de start- en finishplaats.

## Historie
De eerste Noorder Rondritten werden gehouden op 8 januari 1940 met als winnaar Gerrit Duiker uit Lemmer. Op 18 januari 1941 werd de tweede editie georganiseerd. Winnaar werd Lo Geveke uit Leeuwarden. Geveke finishte gelijk met A. de Vries uit Giethoorn in een tijd van 7.07 uur maar het lot wees Geveke aan als winnaar! In 1942 en 1946 ging de zege naar Anne A. de Vries uit Franeker. In 1954 won Middelstummer Piet Kruger om in 1961 te worden opgevolgd door Anton Verhoeven. Vanwege de barre weersomstandigheden in de winter van 1963 werd de tocht op 26 januari tot 90 kilometer ingekort. Winnaar werd Jan Uitham uit Noorddijk. Pas in de Elfstedenwinter van 1985 kon de tocht weer worden georganiseerd en was Albert Bakker de snelste in 4:47 uur. Ook in 1986 won Albert Bakker. In 1987 was Harrie Kiers de snelste. De tot nu toe laatste tocht werd op 8 januari 1997 verreden. Winnaar was Arnold Stam uit Sprang-Capelle die na een spannende strijd na 4 uur en 43 minuten als eerste over de meet ging. Hiermee was hij bijna 3 uur sneller dan Gerrit Duiker in 1940. Op 29 december 2010 werd de Ronde van Duurswold verreden als een vroeg alternatief voor deze klassieker en meetellend voor het natuurijsklassement 2010-2011.

## Uitslagen
|    | Jaar | Datum       | Wedstrijd              | Mannen  | Mannen           | Mannen         | Mannen  | Vrouwen  | Vrouwen              | Vrouwen        | Vrouwen |
| Km | Jaar | Datum       | Wedstrijd              | Winnaar | Woonplaats       | Tijd           | Km      | Winnares | Woonplaats           | Tijd           |         |
| -- | ---- | ----------- | ---------------------- | ------- | ---------------- | -------------- | ------- | -------- | -------------------- | -------------- | ------- |
| 1  | 1940 | 8 januari   | 1e Noorder Rondritten  | 141     | Gerrit Duiker    | Groningen      | 7:41:30 |          | B. van der Ploeg     | Westerwijtwerd | 10:37   |
| 2  | 1941 | 18 januari  | 2e Noorder Rondritten  | 150     | Lo Geveke        | Leeuwarden     | 7:07    |          | G. Zuiderveld        | Roden          | 8:33    |
| 3  | 1942 | 17 januari  | 3e Noorder Rondritten  | 150     | Anne A. de Vries | Franeker       | 6:00.30 |          | G. Zuiderveld        | Roden          | 7:27    |
| 4  | 1946 | 21 december | 4e Noorder Rondritten  | 150     | Anne A. de Vries | Franeker       | 6:09    |          | G. Knottnerus        | Groningen      | 7:42    |
| 5  | 1954 | 3 februari  | 5e Noorder Rondritten  | 150     | Piet Kruger      | Huizinge       | 6:12    |          | H. Zuidema-Steenhuis | Kantens        |         |
| 6  | 1961 | 28 december | 6e Noorder Rondritten  | 150     | Anton Verhoeven  | Dussen         | 6:30    |          | P. Stek-de Boer      | Woldendorp     |         |
| 7  | 1963 | 26 januari  | 7e Noorder Rondritten  | 90      | Jan Uitham       | Noorddijk      | 5:11    | 90       | E. Bouwes            | Westeremden    | 7:08    |
| 8  | 1985 | 19 februari | 8e Noorder Rondritten  | 150     | Albert Bakker    | Scharmer       | 4:47.33 |          | Ypie op de Hoek      | Groningen      | 5:57.33 |
| 9  | 1986 | 18 februari | 9e Noorder Rondritten  | 150     | Albert Bakker    | Scharmer       | 5:15.05 |          | Ypie op de Hoek      | Groningen      |         |
| 10 | 1987 | 20 januari  | 10e Noorder Rondritten | 150     | Harry Kiers      | Westerbork     | 4:52    |          | Ypie op de Hoek      | Groningen      | 5:34    |
| 11 | 1997 | 8 januari   | 11e Noorder Rondritten | 153,5   | Arnold Stam      | Sprang-Capelle | 4:43.24 |          | Neeke Smit           | Lies           | 5:45.54 |

## Toertocht
Naast de wedstrijd worden er tegelijkertijd toertochten gehouden. Voor de ritten over 85 km kan gestart worden in Baflo, Uithuizen en Appingedam. De rit van 160 km start in Baflo.

## Boek
In oktober 2012 is een boek verschenen van Harm Kuper uit Exloo over de geschiedenis van de Noorder Rondritten: De Noorder Rondritten 1940 - 1997 (ISBN 9789080308800). De eerste exemplaren werden uitgereikt aan oudwinnaars Albert Bakker (1985 en 1986) en Ypie op de Hoek (1985, 1986 en 1987). Alle elf gereden tochten worden beschreven, de niet verreden tochten en de winnaars (mannen en vrouwen).